# 60 Cycle
60 Cycle là một ban nhạc rock người Mỹ đến từ Los Angeles, California, Hoa Kỳ, được thành lập vào năm 1993. Đội hình của ban nhạc bao gồm người sáng lập kiêm nhạc sĩ chính Joey Rubenstein (hát chính, guitar), Troy Van Leeuwen (guitar, đệm hát), Glen Vagas (guitar bass) và Kelli Scott (trống).
60 Cycle đã phát triển một phong cách nhạc pop/punk mạnh mẽ và được biết đến với những bài hát có giai điệu độc đáo và những buổi biểu diễn trực tiếp được đầu tư công phu. Trước khi tan rã vào năm 1996, nhóm đã phát hành một đĩa hát cùng tên do Josh Abraham sản xuất. Ban nhạc đã đóng góp một bài hát có tựa đề "Strapper" vào nhạc phim của bộ phim Boogie Boy năm 1998 với sự tham gia của Joan Jett và Traci Lords.
Sau khi nhóm tan rã, Van Leeuwen và Scott tiếp tục đi lưu diễn với ban nhạc Failure trong khi Rubenstein tham gia nhóm nhạc Fluorescein. Cả hai cặp đôi này đều ký được các hợp đồng thu âm của hãng lớn và thành công trong chuyến lưu diễn có quy mô vừa phải. Rubenstein sau đó phát triển sự nghiệp như một nhà soạn nhạc cho điện ảnh và truyền hình trong khi Van Leeuwen tiếp tục tham gia vào các ban nhạc nhận được nhiều sự chú ý như A Perfect Circle và Queens of the Stone Age.